# 一句顶一万句 (电影)
《一句顶一万句》（英語：Someone to Talk To）是改编自刘震云同名小说的中国电影，由刘震云的女儿刘雨霖执导、刘震云编剧，毛孩、刘蓓、范伟和李倩主演，原定2016年11月11日上映，后来提档至11月4日。入围第21届釜山电影节新浪潮单元，也是第三届“丝绸之路国际电影节”开幕影片。影片还入围了金马影展、香港亚洲电影节、开罗国际电影节和斯德哥尔摩电影节。刘震云获得第67届柏林电影节亚洲璀璨之星最佳编剧奖。

## 剧情
讲述普通修鞋匠牛爱国，与妻子庞丽娜因婚后缺少交流，使得双方矛盾加深，导致妻子出轨的故事。

## 角色
| 演員 | 角色   | 備註                                                 |
| 毛孩 | 牛爱国 | 性格温和、没有理想的修鞋匠                           |
| 李倩 | 庞丽娜 | 纺织厂女工，牛爱国之妻，与牛爱国育有一女百惠，后私奔 |
| 刘蓓 | 牛爱香 | 牛爱国二姐，大龄剩女                                 |
| 范伟 | 宋解放 | 厨师，与牛爱香相亲并结婚                             |

## 创作
刘雨霖毕业于纽约大学电影学院研究生院。27岁的她在2014年凭其导演的短片《门神》（Door God），获得奥斯卡学生单元最佳叙事片奖。刘雨霖表示她之所以要拍摄《一句顶一万句》：“是因为这两个普通人，为了寻找说一句话的人，他们的渴望，他们的情感，被人忽略了。这些渴望和情感，其惊心动魄的程度，不亚于伊拉克战争和叙利亚战争，只是藏在他们内心深处，又无处诉说。现在我用电影的方式，替他们说出来了。这是我拍电影的目的。”
影片改编自《一句顶一万句》的下半部。

## 发行
2016年11月1日，主创在北京参加了首映发布会，并曝光了影片的终极预告片。
中国大陆票房累计2070万人民币。

## 獎項

### 第53屆金馬獎[10]
| 年份 | 獲提名 | 獎項       | 結果 |
| ---- | ------ | ---------- | ---- |
| 2016 | 劉蓓   | 最佳女配角 | 提名 |